# Eustrotia confluens
Eustrotia confluens là một loài bướm đêm trong họ Noctuidae.